# IC 3191
IC 3191 је појединачна звијезда у сазвјежђу Дјевица која се налази на листи објеката дубоког неба у Индекс каталогу.
Деклинација објекта је + 7° 42' 16" а ректасцензија 12h 21m 5,3s.